# Frogs Legnano 1997
Questa voce raccoglie le informazioni riguardanti i Frogs Legnano nelle competizioni ufficiali della stagione 1997.

## Roster
| Roster dei Frogs Legnano (1997) |
| --- |
| Quarterback - 9 Matteo Salmini - 17 Jason Smargiasso Running Back - 24 Enzo Petrillo - 34 Gianluca Orrigoni - 43 Stefano Leigheb Wide Receiver - 11 Aldo Mario Fei WR/QB - 15 Fabio Norcini WR/SS - 82 Stefano Burattin - 85 Davide Acquati - 86 Maurizio Barbotti - 88 Andrea Crugnola - -- Heath Smargiasso Tight End - 70 Tommaso Magagnini TE/OL - 87 Andrea Mariani TE/QB Offensive Linemen - 50 Marco Martella OT - 55 Domenico Bellarosa C - 64 Raffaele Gerardi OG/C - 66 Mauro Goldin OT - 71 Roberto Gestori C - 72 Bruno Gobbo OG - 74 Alessandro Bondioli OT - 77 Giovanni Fumarola OT Defensive Linemen - 41 Carlo Mariani DE - 75 Rusconi DE/P - 76 Flavio Moiraghi DT - 78 Giuseppe Campanini DE - 95 Simone Mereu DE/NT - 99 Giacomo Cranchi NG Linebacker - 35 Mario Carimati SS/LB - 42 Attilio Castiglioni - 57 Claudio Ortica DE/LB - 58 Dario Castellanza Defensive Back - 22 Carlo Longo CB/SS - 23 Paolo Verrini CB/K - 25 Walter Talone FS - 27 Francesco Caputo CB/SS - 48 Gianluca Giupponi CB Special Team - 32 Mauro Dho K Coaching staff - Paolo Giacomelli |

## Golden League FIAF 1997

### Stagione regolare
| Legnano 2 marzo 1997 1ª giornata | Frogs Legnano | 23 – 13 referto | Rhinos Milano | Stadio Giovanni Mari, via C. Pisacane |

| Legnano 9 marzo 1997 2ª giornata | Frogs Legnano | 21 – 0 referto | Tigers Torino | Stadio Pino Cozzi, via Bissolati |

| Zanica 16 marzo 1997 3ª giornata | Lions Bergamo | 13 – 14 referto | Frogs Legnano | Campo Comunale |

| Legnano 22 marzo 1997 4ª giornata | Frogs Legnano | 22 – 23 referto | Phoenix Bologna | Stadio Giovanni Mari, via C. Pisacane |

| Cinisi 6 aprile 1997 5ª giornata | Cardinals Palermo | 6 – 48 referto | Frogs Legnano | Stadio Comunale |

| Milano 13 aprile 1997 6ª giornata | Rhinos Milano | 7 – 18 referto                                                      | Frogs Legnano | Campo Pirelli Pro Patria |
| \| \| \| \| \| Natali Q3 (TD) pass da Brad Eaddy Soresini Q3 (pat) \| Marcatori \| Norcini (TD) pass da Smargiasso J. Petrillo Q4 (TD) Norcini Q4 (TD) \| |               |                                                                     |               |                          |
| |               |                                                                     |               |                          |
| Natali Q3 (TD) pass da Brad Eaddy Soresini Q3 (pat) | Marcatori     | Norcini (TD) pass da Smargiasso J. Petrillo Q4 (TD) Norcini Q4 (TD) |               |                          |

| Carmagnola 19 aprile 1997 7ª giornata | Tigers Torino | 14 – 45 referto | Frogs Legnano | Campo Comunale |

| Legnano 26 aprile 1997 8ª giornata | Frogs Legnano | 8 – 36 referto | Lions Bergamo | Stadio Giovanni Mari, via C. Pisacane |

| San Lazzaro di Savena 3 maggio 1997 9ª giornata | Phoenix Bologna | 25 – 7 referto | Frogs Legnano | Stadio J.F. Kennedy |

| Legnano 17 maggio 1997 10ª giornata | Frogs Legnano | 36 – 14 referto | Cardinals Palermo | Stadio Giovanni Mari, via C. Pisacane |

### Playoff
| Legnano 1º giugno 1997 Quarti di Finale | Frogs Legnano | 7 – 6 referto | Gladiatori Roma | Stadio Giovanni Mari, via C. Pisacane |

| Ancona 7 giugno 1997 Semifinale | Multicargo Dolphins Ancona | 7 – 24 referto | Frogs Legnano | Stadio Dorico, viale della Vittoria |

| Monza 21 giugno 1997 XVII Superbowl italiano | Frogs Legnano | 35 – 42 referto | Phoenix Bologna | Stadio Brianteo, via Tognini (700 spett.) |
| \| \| \| \| \| Smargiasso H. (1q) (TD) 11yd pass da Smargiasso J. Dho (1q) (pat) Smargiasso H. (1q) (TD) 2yd pass da Smargiasso J. Dho (1q) (pat) Orrigoni (3q) (TD) run Dho (3q) (pat) Smargiasso J. (3q) (TD) run Smargiasso H. (4q) (TD) Smargiasso H. (4q) (tpc) rush \| Marcatori \| Panzani (1q) (TD) 9yd pass da McDonagh Panzani (1q) (pat) Vicinelli (2q) (TD) pass da McDonagh Panzani (2q) (pat) Panzani (2q) (TD) pass da McDonagh Piva (2q) (TD) pass da McDonagh Panzani (4q) (FG) Angeloni (4q) (TD) 10yd pass da McDonagh Sanders (4q) (TD) 38yd run \| |               | |                 |                                           |
| |               | |                 |                                           |
| Smargiasso H. (1q) (TD) 11yd pass da Smargiasso J. Dho (1q) (pat) Smargiasso H. (1q) (TD) 2yd pass da Smargiasso J. Dho (1q) (pat) Orrigoni (3q) (TD) run Dho (3q) (pat) Smargiasso J. (3q) (TD) run Smargiasso H. (4q) (TD) Smargiasso H. (4q) (tpc) rush | Marcatori     | Panzani (1q) (TD) 9yd pass da McDonagh Panzani (1q) (pat) Vicinelli (2q) (TD) pass da McDonagh Panzani (2q) (pat) Panzani (2q) (TD) pass da McDonagh Piva (2q) (TD) pass da McDonagh Panzani (4q) (FG) Angeloni (4q) (TD) 10yd pass da McDonagh Sanders (4q) (TD) 38yd run |                 |                                           |

## Statistiche di squadra
| Competizione | %Vittorie | In casa | In casa | In casa | In casa | In casa | In casa | In trasferta | In trasferta | In trasferta | In trasferta | In trasferta | In trasferta | Totale | Totale | Totale | Totale | Totale | Totale |
| Competizione | %Vittorie | G       | V       | N       | P       | Pf      | Ps      | G            | V            | N            | P            | Pf           | Ps           | G      | V      | N      | P      | Pf     | Ps     |
| ------------ | --------- | ------- | ------- | ------- | ------- | ------- | ------- | ------------ | ------------ | ------------ | ------------ | ------------ | ------------ | ------ | ------ | ------ | ------ | ------ | ------ |
| Campionato   | 0.700     | 5       | 3       | 0       | 2       | 110     | 86      | 5            | 4            | 0            | 1            | 132          | 65           | 10     | 7      | 0      | 3      | 242    | 151    |
| Playoff      | 0.667     | 1       | 1       | 0       | 0       | 7       | 6       | 2            | 1            | 0            | 1            | 59           | 49           | 3      | 2      | 0      | 1      | 66     | 55     |
| Totale       | 0.692     | 6       | 4       | 0       | 2       | 117     | 92      | 7            | 5            | 0            | 2            | 191          | 114          | 13     | 9      | 0      | 4      | 308    | 206    |